# 鮎壺の滝
鮎壺の滝（あゆつぼのたき　あいつぼのたき）は静岡県沼津市と駿東郡長泉町の境界を成す黄瀬川の滝。落差は約10メートルで、幅は約90メートル。1996年（平成8年）3月12日、静岡県から天然記念物に指定された。五竜の滝と並ぶ景勝地として知られる。また2018年（平成30年）に、ユネスコ世界ジオパークの伊豆半島ジオパーク北伊豆エリアのジオサイトとしても認定されている。

## 概要

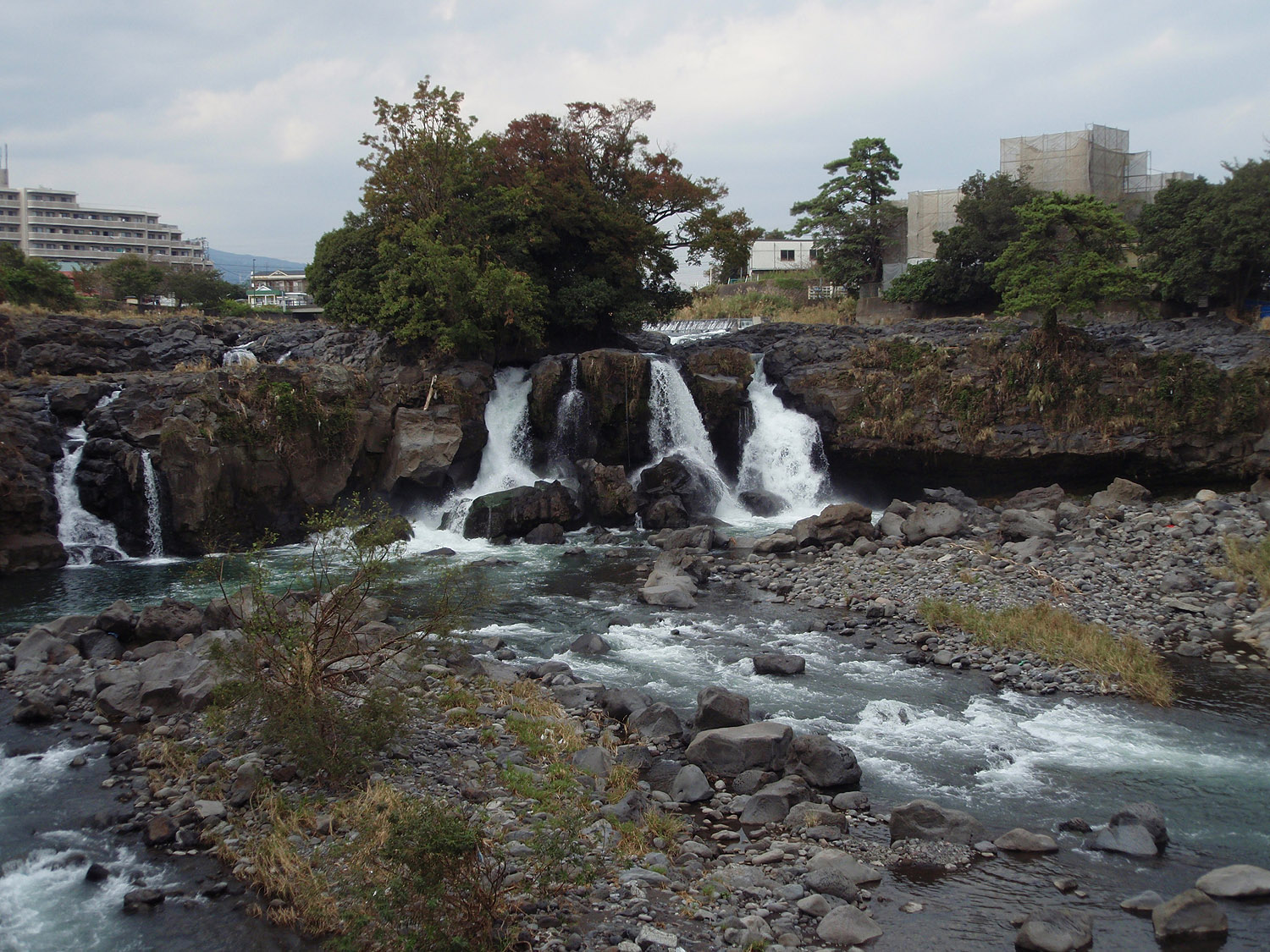
吊橋からの眺望

およそ1万年前に富士山の噴火によって流れてきた三島溶岩流を流れ落ちる滝である。この溶岩流の下は愛鷹ローム層になっている。岩盤の底には溶岩樹型も複数見られる。牧堰橋の下流にあり、沼津市大岡と長泉町下土狩の間にある。渇水時は一条、増水時は最大四条の滝になる。

## 名前
「鮎壺」という名前の由来は複数ある。遡上する鮎がこの滝で止められ滝つぼに群れていたことに由来するという説、そして、深い滝つぼが青く見えたため藍壺と呼ばれたとする説などがある。沼津市史と長泉町史では、アユツボは誤読であり、アイツボが正しく、地元ではアイツボと呼ばれている、としている。かつては「藍壺の滝」と表記され、『沼津の文化財』では「藍壺」表記である。富士山が見えるため「富士見の滝」とも呼ばれた。沼津市の公式サイトと沼津観光ポータルではアユツボと表記されている。

## 地学

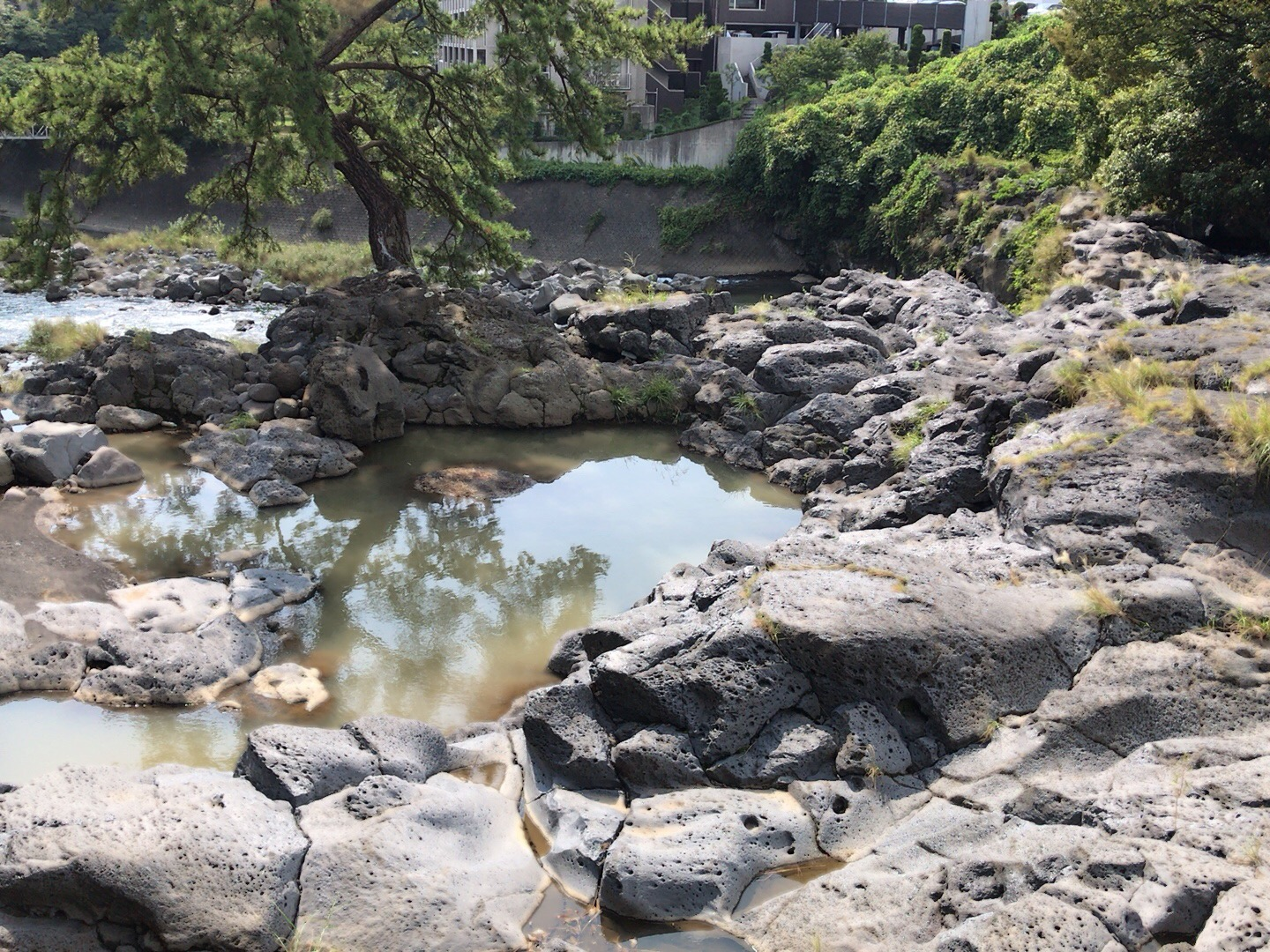
ポットホール

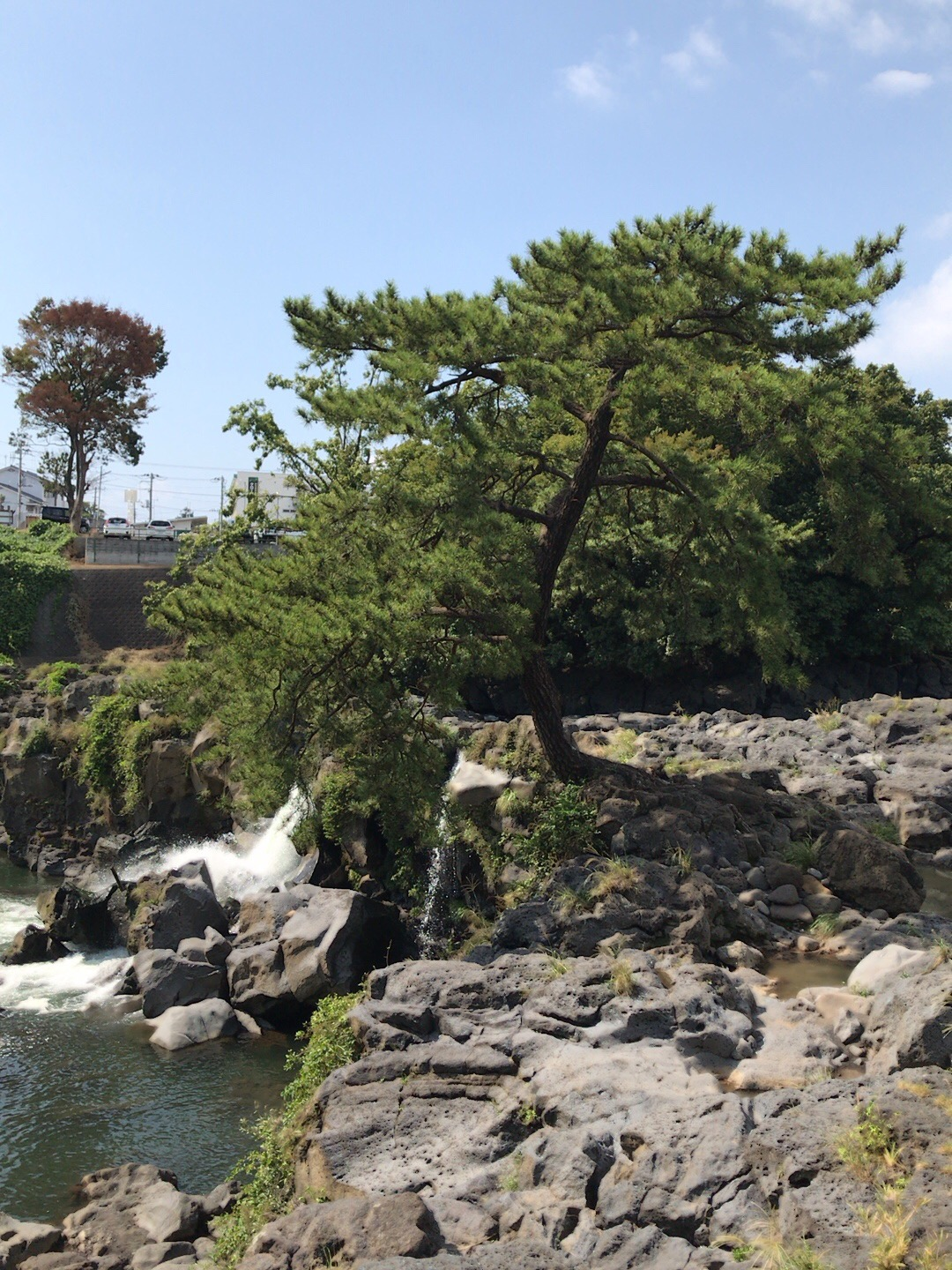
中洲の松

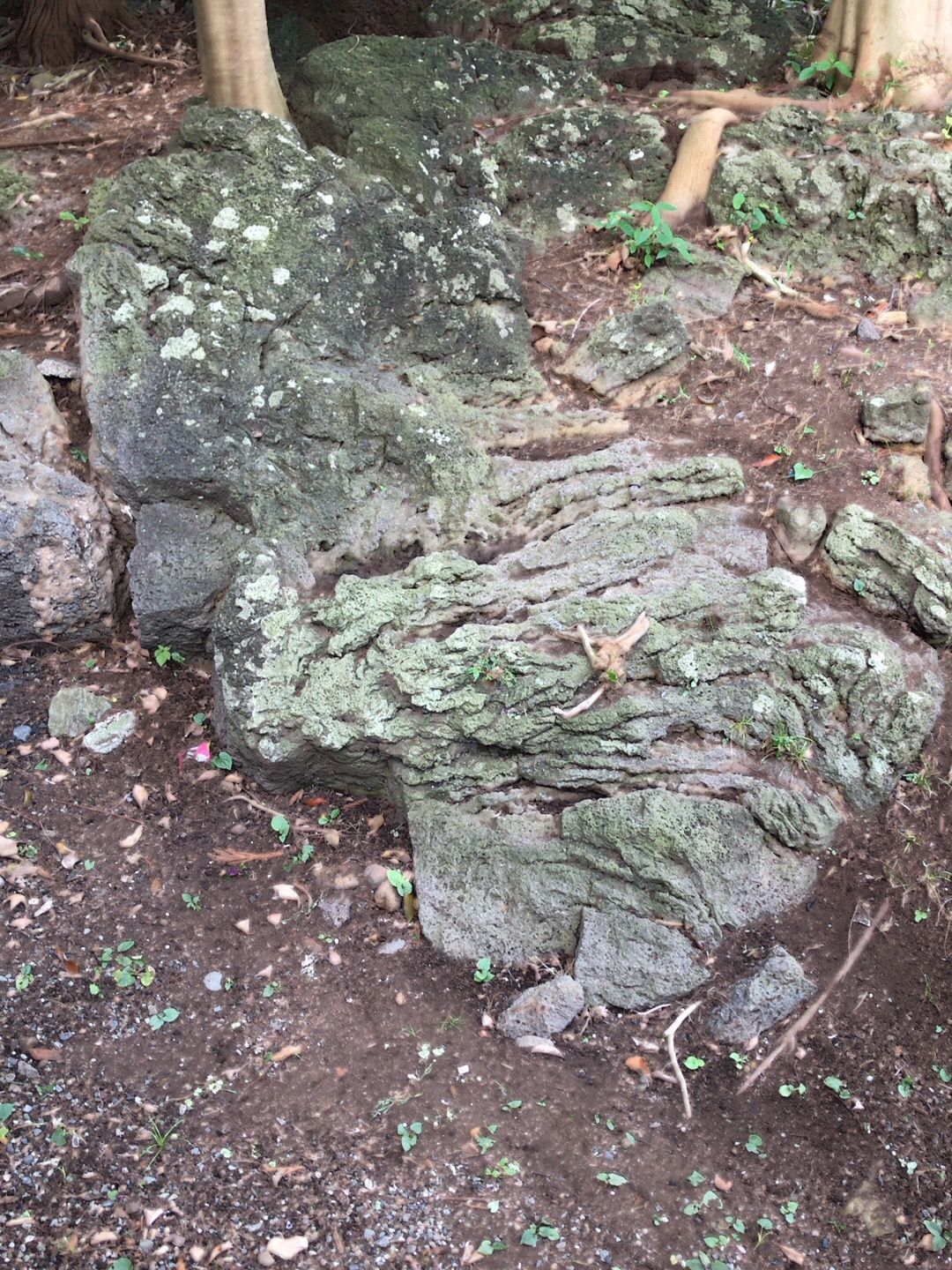
縄状溶岩

約1万年前、富士山噴火による三島溶岩と呼ばれる厚さ約80メートルの溶岩が、愛鷹山と箱根山の間の谷を埋めた際、愛鷹ローム層との境界にできた滝が、鮎壺の滝である。鮎壺の滝は、1枚の溶岩流の西の端にかかり、滝の地点の溶岩の厚さは8メートル程度である。
岩質は玄武岩で、斜長石が目立つ。溶岩底は、火山灰層が侵食されており、高さ約8メートルの溶岩樹型が見られる。また、溶岩下方部には、黄褐色をした愛鷹ローム層のうち中部ローム層が確認できる。滝上部の河床には縄状溶岩が見られる。鮎壺の滝の近く、割狐塚稲荷神社境内でも、溶岩流によってつくられた溶岩塚や、縄状溶岩を見ることができる。溶岩塚とは、高温の溶岩が冷え固まってできた表面の殻を、あとから流れ出た内部の溶岩が押し上げるようにして出来たドーム状の地形をいう。縄状溶岩とは、溶岩の表面が、溶岩の流れた方向によって皺のように固まり、束ねた縄のような形に見えるものをいう。

## 歴史

### 滝の成り立ち
縄文時代に黄瀬川を含めた海面の低下が起こり、溶岩層が断裂して高さ約8メートルの滝となった。

### 滝と生活
黄瀬川は用水としての役割も大きく、堰や水門や樋が各所にある。鮎壺の滝からは、稲作用の用水路が引かれており1603年　天野三郎兵衛が本宿堰を開削し、本宿用水を引いたがすぐ上流にも堰があり、水源の取得位置については長年論争があった。1854年安政の大地震で本宿用水のトンネルが崩壊し、新たに掘削して復旧させた。

### 滝と公園
滝の下流、長泉町側には1981年（昭和56年）に鮎壺公園、沼津市側は緑地として整備され、両者の間には吊橋が設置されている。この橋からは川中からの視点で滝を観賞することができる。なお、滝の主たる管理者は長泉町である。
1998年（平成10年）3月、長泉町と沼津市をまたぐ「鮎壺のかけ橋」がかけられた。

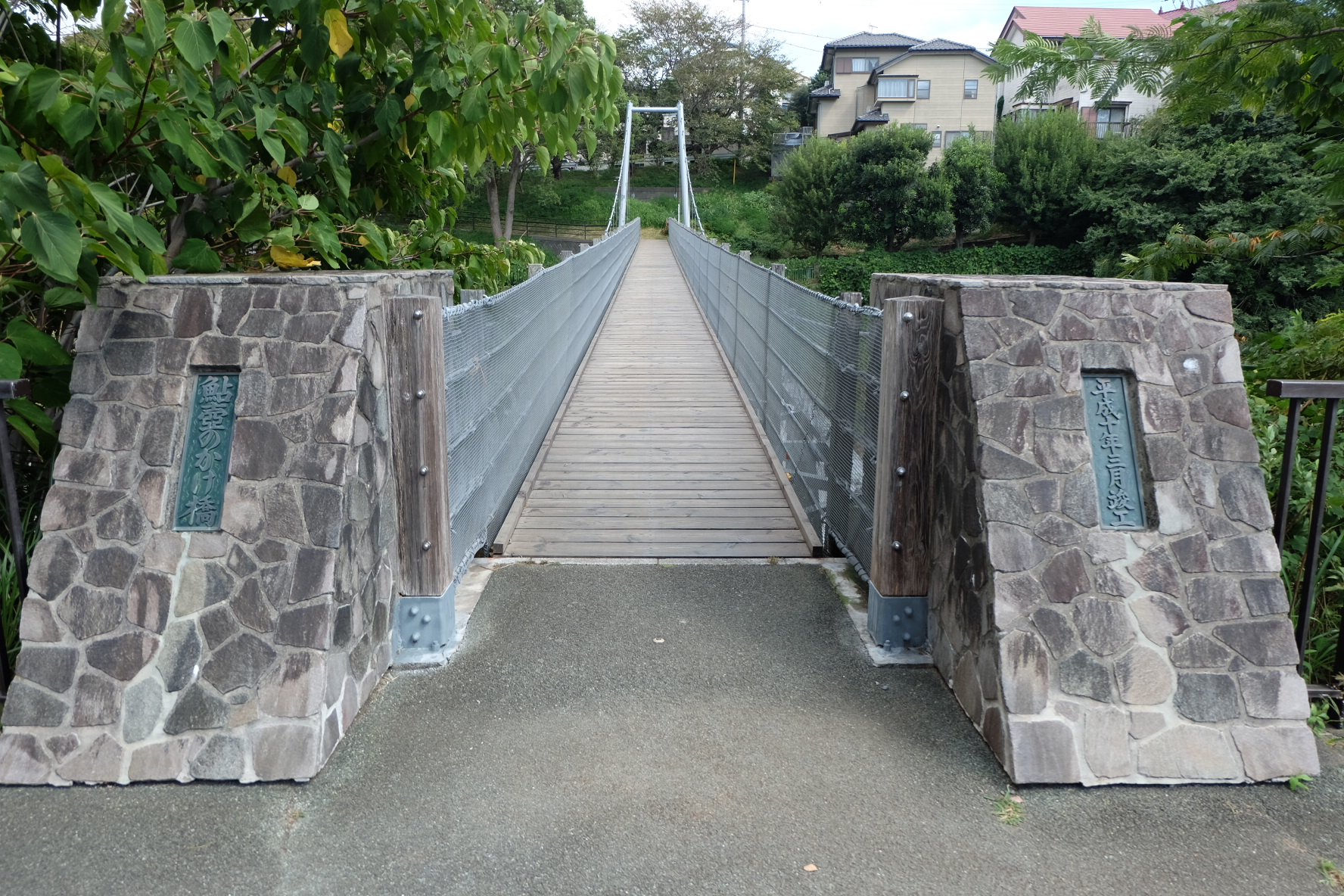
沼津市側から見た「鮎壺のかけ橋」

## 伝承
鮎壺の滝にまつわる伝承として、「亀鶴伝説」というものがある。昔、黄瀬川宿(沼津市)の長者の許に亀鶴という美しい娘がいた。
1293年（建久4年）に源頼朝が富士の巻狩りをおこなったとき、亀鶴の美貌の評判を聞き招こうとしたところ、亀鶴は応じないで鮎壺の滝に身を投げたという。
また他の説として、亀鶴は工藤祐経の屋形に招かれたが、曾我兄弟の仇討ちに居合わせたため、逃げ出して鮎壺の滝に身を投げたともいわれる。

## ロケ地
- 1954年公開の黒澤明監督作品である「七人の侍」で、三船敏郎が鮎を食べる場面などのロケ地として使われた[23]。

- 2008年公開の本広克行監督作品である「少林少女」で、少林拳の練習をしていた場所のロケ地として使われた[24]。

- 2017年公開の深川栄洋監督作品である「サクラダリセット」でロケ地として使われた[25]。

## 鮎壺の滝が登場する作品
- 白隠慧鶴著『荊叢毒蘂』第九巻

享保20年(1735年）白隠慧鶴（51歳）の詩に、「藍壺」として描かれている
。
- 芹沢光治良著『人間の運命』

鮎壺の滝は、ヒロイン高場加寿子のモデルとなった安生家の別荘があった場所であり、狩野川など周囲の風景とともに描かれている。

## アクセス
御殿場線下土狩駅から徒歩で5分。滝の周囲に駐車場はないが、下土狩駅の脇にある長泉町民図書館の南側にある町営駐車場が利用できる。
長泉町コミュニティバス循環線で鮎壺公園下車。